# 活化
活化 (Activation)，在化學/生化學中通常指使某物準備好或進入激發的狀態，以利於進行後續化學反應的過程。

## 化學
化學上，活化是指一個分子可逆性地躍遷/過渡，成為更具有進行某特定化學反應傾向的化學態或物理態的過程。因此，活化作用在概念上和產生保護基(protecting group)以抑制特定化學反應的保護作用(protection)相反。
活化能是反應物開始轉換成過渡態前，除了本身的靜止能以外，所須具備的自由能。活化所需的能量不高，且經常由分子本身的自然隨機地熱波動所提供(也就是無任何外來能量源)。
研究活化能的學科稱為化學動力學。

## 生物

### 生物化學
生物化學上，活化—或更具體地稱為生物活化作用—是指酵素或其他生物活性分子獲得執行生物功能的能力，例如酶原轉化成為活化的酵素，使其能夠催化受質並生成產物。生物活化作用也可以指非活化的前體藥物轉化成活化的代謝物，或指原毒素(protoxin)毒化轉化成毒素。
酵素活化有可逆或不可逆2種。不可逆生物活化的主要機制是藉由蛋白質某部分的斷裂(bond cleavage)，使酵素維持活化態。可逆生物活化的主要機制則是藉由輔因子和酵素的鍵結而使酵素維持活化，一旦兩者分離，酵素則恢復成非活化態。
蛋白質合成過程中，轉運RNA(tRNA)攜帶著胺基酸並在核醣體接上多肽鏈。在把胺基酸轉移到核醣體之前，tRNA必須用3'端 的CCA序列先和胺基酸共價鍵接。上述的過程是由胺醯-tRNA合成酶催化，並且消耗1個ATP分子。和對應的胺基酸鍵接的tRNA稱作胺醯tRNA，並且被視為蛋白轉譯中的活化分子。一但活化，胺醯tRNA會往核醣體移動並將胺基酸轉移到多肽鏈上。

### 免疫學
免疫學上，活化是指白血球和其他免疫細胞的轉化過程。反過來說，去活化就是反向轉化的過程。活化和去活化作用受到身體嚴密的調控，若活化的程度過低會使身體容易遭受感染，反之，若過度活化則會造成自體免疫疾病。
活化和去活化受到許多因素影響，包含細胞激素、水溶性受體、花生四烯酸代謝物、類固醇、受體拮抗劑、細胞黏附分子、細菌和病毒產物等。

## 電生理學
活化指得是細胞離子通道的開啟，亦即分子構形改變以允許離子通過。